# Wioletta Wilk
Wioletta Janina Wilk, po mężu Sosnowska (ur. 6 maja 1967 w Sławnie) – polska zawodniczka badmintona.
Brała udział w Igrzyskach w Barcelonie, razem z Bożeną Bąk startowała w grze podwójnej kobiet, a także w grze pojedynczej.